# Micrópilo

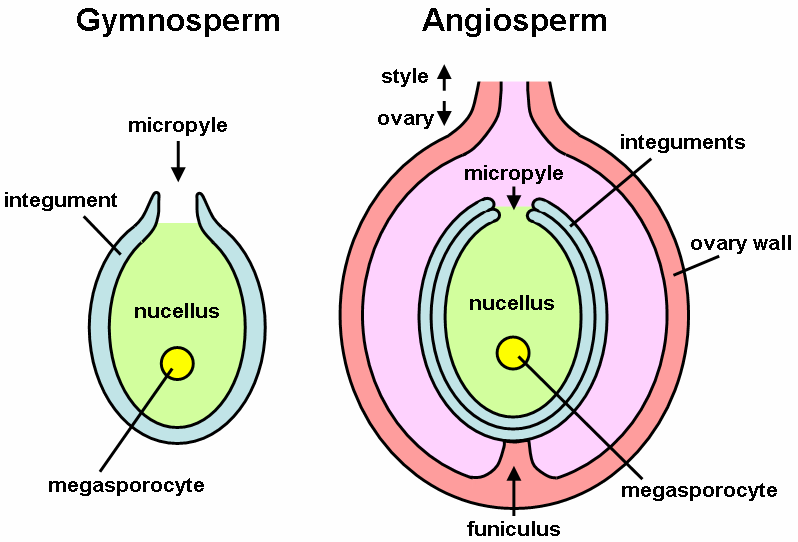
Esquema de um óvulo em gimnospérmicas e angiospérmicas mostrando a posição do micrópila.

Em botânica, o micrópilo  é uma abertura ou orifício que se encontra na porção apical dos óvulos ou rudimentos seminais. Este canal encontra-se delimitado por um ou pelos dois tegumentos do óvulo. Neste último caso,  a abertura limitada pelo tegumento interno chama-se endóstoma e a abertura deixada pelo tegumento externo é o exóstoma e o micrópilo diz-se biestomático. Ambas as aberturas podem coincidir perfeitamente ou estar ligeiramente deslocadas. Neste último caso, quando se observa o óvulo em corte longitudinal, o micrópilo se descreve como «micrópilo em ziguezague».